# Лапти
Лаптите са ниски обувки, носени в Русия до 1930-те години, изплетени от дървесна кора (липа, бряст, върба, бреза) или коноп. За здравина, подметката е вплитана с пръчка, лико, въже или подгъната с кожа. Лаптите се връзват за крака с шнурчета, усукани от същото лико, от което са направени самите сандали.
Лаптите са били разпространени сред западнославянските, балтийските, балтийско-финските и волжките народи. Подобен тип обувки са били използвани от японците (Waraji), северноамериканските индианци и дори австралийските аборигени.
Birkebeiners, участници в гражданските войни в Норвегия през втората половина на XII – началото на XIII век, предимно обеднели селяни, често носели обувки от брезова кора, откъдето идва прякора им (birke – бреза).

## Изработка
- Инструмент за тъкане на лапти
- Тъкане на лапти
- Изработка на лапти

Лаптите са изключително евтини за изработване, поради изобилието от материали, лекотата на производство (мъжете са обучавани от детство, а по-късно сръчността им позволява да правят такива обувки пътьом).
За производството на една обувка трябва седем лика с дължина от два метра всяко. Ширината на едно лико е приблизително равна на ширината на палеца на ръката на мъжа, който сам е събрал ликото и по-късно е изплел сандалите. За плетенето се изисква лико от плоската част от стъблото на липата, така че да няма дефекти по дължината си. Това означава, че за целта са подходящи възрастни, гладки, високи липи. Често, след пълна загуба на кора, подходяща за плетене на лапти, дървото стои с голи „обелени“ стъбла. Това се отразява в руския език под формата на идиома „одран като липа“ (рус. ободрать как липку) в смисъл на „отнемане на всички полезни ресурси, с които разполага някой или нещо“.
Ликовите обувки не са изработвани във всички региони на Русия, но са използвани в повече райони, отколкото са правени. Това означава, че те са стока или предмет на бартер. Като правило, те не са правени в селата, където населението се е занимавало най-вече не със земеделие, а в занаяти, например керамика или ковачество. За тъкане е необходим дървен блок, приблизително съответстващ на размера на крака на мъж или жена. Можем да се каже, че приблизителните размери като съвременните S, M, L, XL, XXL и XXXL, са били използвани от руското селячество още в древността. В допълнение към блока е необходим и нож за подрязване и специален инструмент на снимката. Целта на този инструмент е да повдигне една от примките на вече изплетената част на обувката за лико, за да избута свободния край на ликото в него.
Лаптите започват да се плетат от петата. За да се започне, се използват само пет лика.
Лаптите са носени и с партенки/ навои/ навуща.
В Русия зимната работа на селяните е била тъкане на лапти, като един чифт е достатъчен за не повече от една седмица.

## Подобни обувки при други нации
- Еспадрили
- Варадзи
- Швейцарски сандали от лико
- Северноамериканските индианци използват подобен тип обувки, 12 век